# Brotia
Brotia is een geslacht van mollusken, dat fossiel bekend is vanaf het Paleoceen. Tegenwoordig zijn van dit geslacht meerdere soorten bekend.

## Beschrijving
Deze brakwaterslak heeft een spitse, torenvormige horen met een sculptuur, die is samengesteld uit meerdere scherpe spiraalrichels, die onderbroken worden door schuine lage ribben. De zich aan de bovenzijde bevindende spiraalrichel is opvallend getand en steekt buiten de licht holle schouder uit. Aan de bovenzijde van de mondrand bevindt zich een brede V-vormige inbochting en aan de onderrand een vaag sifonaal kanaal. Niet meer in gebruik zijnde eerste windingen worden afgesloten door middel van een kalkprop, zodat ze daarboven kunnen afbreken. De lengte van de schelp bedraagt ongeveer 4 cm.

## Leefwijze
Dit mariene geslacht bewoont warme, brakke lagunes en leeft van organisch afval van dode planten en dieren.

## Soorten
Deze soortenlijst is mogelijk incompleet.
- B. yunnanensis